# Campionati europei di duathlon del 2018
I Campionati europei di duathlon del 2018 (XXIX edizione) si sono tenuti a Ibiza in Spagna, in data 20 ottobre 2018.
Tra gli uomini ha vinto il francese Yohan Le Berre, mentre la gara femminile è andata alla connazionale Sandra Levenez.

## Risultati

### Élite uomini
| Pos. | Atleta                       | Paese       | Corsa    | Bici     | Corsa    | Totale   |
| ---- | ---------------------------- | ----------- | -------- | -------- | -------- | -------- |
|      | Yohan Le Berre               | Francia     | 00:30:54 | 01:00:19 | 00:16:48 | 01:48:41 |
|      | Benjamin Choquert            | Francia     | 00:30:55 | 01:00:19 | 00:16:53 | 01:48:46 |
|      | Emilio Martin                | Spagna      | 00:31:18 | 01:01:34 | 00:16:40 | 01:50:13 |
| 4    | Vincent Bierinckx            | Belgio      | 00:31:37 | 01:01:14 | 00:16:58 | 01:50:29 |
| 5    | Arnaud Dely                  | Belgio      | 00:31:35 | 01:01:20 | 00:16:53 | 01:50:34 |
| 6    | Javier Martin Morales        | Spagna      | 00:32:09 | 01:00:38 | 00:17:25 | 01:50:53 |
| 7    | Nicolas Tilman               | Belgio      | 00:32:56 | 00:59:53 | 00:17:29 | 01:50:59 |
| 8    | Krzysztof Hadas              | Polonia     | 00:31:35 | 01:01:13 | 00:17:33 | 01:51:11 |
| 9    | Jonathan Wayaffe             | Belgio      | 00:31:39 | 01:01:11 | 00:17:41 | 01:51:16 |
| 10   | Moussa Karich                | Brunei      | 00:31:13 | 01:01:38 | 00:17:51 | 01:51:30 |
| 11   | Jan Petralia                 | Belgio      | 00:32:56 | 01:00:49 | 00:17:57 | 01:52:30 |
| 12   | Benoit Nicolas               | Francia     | 00:31:53 | 01:03:04 | 00:17:40 | 01:53:18 |
| 13   | Arnaud Mengal                | Belgio      | 00:33:30 | 01:01:29 | 00:17:51 | 01:53:32 |
| 14   | Thomas Cremers               | Paesi Bassi | 00:33:08 | 01:01:44 | 00:17:58 | 01:53:39 |
| 15   | Niels Te Pas                 | Paesi Bassi | 00:33:29 | 01:01:29 | 00:18:00 | 01:53:42 |
| 16   | Klemen Bojanc                | Slovenia    | 00:33:30 | 01:01:25 | 00:18:24 | 01:53:59 |
| 17   | Celestino Fernandez Martinez | Spagna      | 00:34:48 | 01:00:02 | 00:18:45 | 01:54:19 |
| 18   | Cristobal Garcia Guillen     | Spagna      | 00:33:09 | 01:01:44 | 00:18:51 | 01:54:28 |
| 19   | Yennick Wolthuizen           | Paesi Bassi | 00:35:10 | 00:59:44 | 00:19:13 | 01:54:53 |
| 20   | Dominik Reich                | Svizzera    | 00:34:43 | 01:00:10 | 00:19:21 | 01:55:00 |
| 21   | Thijs Wiggers                | Paesi Bassi | 00:35:10 | 00:59:39 | 00:19:47 | 01:55:20 |
| 22   | Valentin Fridelance          | Svizzera    | 00:33:30 | 01:01:27 | 00:20:43 | 01:56:21 |

### Élite donne
| Pos. | Atleta                     | Paese       | Corsa    | Bici     | Corsa    | Totale   |
| ---- | -------------------------- | ----------- | -------- | -------- | -------- | -------- |
|      | Sandra Levenez             | Francia     | 00:34:43 | 01:07:21 | 00:18:38 | 02:01:23 |
|      | Sandrina Illes             | Austria     | 00:35:39 | 01:07:19 | 00:18:06 | 02:01:53 |
|      | Irene Loizate Sarrionandia | Spagna      | 00:36:08 | 01:06:55 | 00:18:07 | 02:01:57 |
| 4    | Georgina Schwiening        | Regno Unito | 00:35:08 | 01:07:56 | 00:19:23 | 02:03:04 |
| 5    | María Varo Zubiri          | Spagna      | 00:36:51 | 01:06:07 | 00:19:38 | 02:03:21 |
| 6    | Petra Eggenschwiler        | Svizzera    | 00:37:39 | 01:05:26 | 00:20:48 | 02:04:41 |
| 7    | Sophie Van Der Most        | Paesi Bassi | 00:38:13 | 01:07:05 | 00:20:41 | 02:06:23 |
| 8    | Sonia Bejarano             | Spagna      | 00:37:28 | 01:10:40 | 01:32:19 | 02:10:11 |
| 9    | Ciara Wilson               | Irlanda     | 00:38:07 | 01:12:40 | 01:38:15 | 02:16:49 |

### Junior uomini
| Pos. | Nome                    | Paese       | Corsa    | Bici     | Corsa    | Totale   |
| ---- | ----------------------- | ----------- | -------- | -------- | -------- | -------- |
|      | Romaric Forques         | Spagna      | 00:16:15 | 00:32:59 | 00:08:27 | 00:58:14 |
|      | Vitalii Vorontsov       | Ucraina     | 00:16:11 | 00:33:02 | 00:08:26 | 00:58:16 |
|      | Daniel Albitos Gomez    | Spagna      | 00:16:15 | 00:32:59 | 00:08:46 | 00:58:38 |
| 4    | Joey Van 'T Verlaat     | Paesi Bassi | 00:16:38 | 00:32:35 | 00:08:01 | 00:59:19 |
| 5    | Olaf Jan Bosscher       | Paesi Bassi | 00:16:38 | 00:32:35 | 00:09:28 | 01:00:48 |
| 6    | Ángel Puertas Fernández | Spagna      | 00:16:38 | 00:32:45 | 00:09:38 | 01:00:55 |
| 7    | Maxime Juillerat        | Svizzera    | 00:17:50 | 00:36:10 | 00:10:49 | 01:05:30 |

### Junior donne
| Pos. | Atleta                  | Paese       | Corsa    | Bici     | Corsa    | Totale   |
| ---- | ----------------------- | ----------- | -------- | -------- | -------- | -------- |
|      | Laura Swannet           | Belgio      | 00:17:36 | 00:34:12 | 00:09:56 | 01:02:27 |
|      | Astrid Snäll            | Finlandia   | 00:18:14 | 00:35:09 | 00:10:05 | 01:04:15 |
|      | Delia Sclabas           | Svizzera    | 00:17:04 | 00:36:59 | 00:09:29 | 01:04:31 |
| 4    | Maaike Telkamp          | Paesi Bassi | 00:18:55 | 00:35:42 | 00:10:23 | 01:05:51 |
| 5    | Marta Pintanel Raymundo | Spagna      | 00:18:41 | 00:36:01 | 00:10:34 | 01:06:02 |
| 6    | Marije Hijman           | Paesi Bassi | 00:18:58 | 00:38:00 | 00:10:52 | 01:08:38 |
| 7    | Marina Muñoz Hernando   | Spagna      | 00:20:03 | 00:37:16 | 00:11:38 | 01:09:40 |

### Under 23 uomini
| Pos. | Atleta                | Paese       | Corsa    | Bici     | Corsa    | Totale   |
| ---- | --------------------- | ----------- | -------- | -------- | -------- | -------- |
|      | Arnaud Dely           | Belgio      | 00:31:35 | 01:01:20 | 00:16:53 | 01:50:34 |
|      | Javier Martin Morales | Spagna      | 00:32:09 | 01:00:38 | 00:17:25 | 01:50:53 |
|      | Nicolas Tilman        | Belgio      | 00:32:56 | 00:59:53 | 00:17:29 | 01:50:59 |
| 4    | Krzysztof Hadas       | Polonia     | 00:31:35 | 01:01:13 | 00:17:33 | 01:51:11 |
| 5    | Jonathan Wayaffe      | Belgio      | 00:31:39 | 01:01:11 | 00:17:41 | 01:51:16 |
| 6    | Arnaud Mengal         | Belgio      | 00:33:30 | 01:01:29 | 00:17:51 | 01:53:32 |
| 7    | Thomas Cremers        | Paesi Bassi | 00:33:08 | 01:01:44 | 00:17:58 | 01:53:39 |
| 8    | Niels Te Pas          | Paesi Bassi | 00:33:29 | 01:01:29 | 00:18:00 | 01:53:42 |
| 9    | Klemen Bojanc         | Slovenia    | 00:33:30 | 01:01:25 | 00:18:24 | 01:53:59 |
| 10   | Dominik Reich         | Svizzera    | 00:34:43 | 01:00:10 | 00:19:21 | 01:55:00 |
| 11   | Thijs Wiggers         | Paesi Bassi | 00:35:10 | 00:59:39 | 00:19:47 | 01:55:20 |

### Under 23 donne
| Pos. | Atleta                     | Paese       | Corsa    | Bici     | Corsa    | Totale   |
| ---- | -------------------------- | ----------- | -------- | -------- | -------- | -------- |
|      | Irene Loizate Sarrionandia | Spagna      | 00:36:08 | 01:06:55 | 00:18:07 | 02:01:57 |
|      | Sophie Van Der Most        | Paesi Bassi | 00:38:13 | 01:07:05 | 00:20:41 | 02:06:23 |